# Aaltra
Aaltra (bra/prt: Aaltra) é um filme belgo-francês de 2004, do gênero comédia, dirigido por Gustave Kervern e Benoît Delépine.